# G72-es gyorsított személyvonat
A G72-es gyorsított személyvonat egy budapesti elővárosi vonat volt Budapest-Nyugati pályaudvar és Esztergom között. Vonatszámuk négyjegyű volt, 20-szal kezdődött.

## Története
A Budapest–Esztergom-vasútvonal felújítása után a teljes vonalon 2015. augusztus 20-án indult újra a forgalom, 31-én pedig bevezették a G72-es gyorsított személyvonatokat is, ami Pilisvörösvárig az alacsonyabb forgalmú megállókat kihagyva rövidebb menetidővel ért Esztergomba. A járatok kezdetben Siemens Desiro dízel motorvonatokból kiállítva közlekedtek.
A pálya villamosításának befejezése után 2018 áprilisától a teljes vonalon minden vonatot FLIRT-re cseréltek le.
2019 decemberétől megváltozott a vonal menetrendi struktúrája, a G72-es vonatoknak megváltozott a megállási rendje.
2021. december 12-étől a vonatok már egész héten közlekednek külön menetrenddel.
2022. december 11-étől megszűnt, helyette összevonták a Z72-essel, amely így most már félóránként közlekedik.

## Útvonala
Ütemes menetrend szerint minden óra ugyanazon percében indult és érkezett mindegyik állomáson.
| 0                                                   | Budapest-Nyugati végállomás | 65   | M3, M3A 9, 26, 91, 191, 226, 291 4, 6 72M, 73 S20 , S21 , S50 , G50 , Z50 , S70 , G70 , Z70 , S71 , G71 , IC, EC, EN, sebesvonat                                                          |
| 5                                                   | Rákosrendező                | 61   | S70 , G70 , S71 20E, 25, 30, 30A, 32, 230 74, 74A |
| 12                                                  | Újpest                      | 54   | 104, 104A, 121, 122, 196, 196A, 204 300, 302, 303, 305, 308, 309, 310, 312, 313, 314, 315, 316, 318, 319, 320, 321, 872, 880, 882, 883, 884, 889, 890, 893 1010, 1011, 1013, 1014 S76 P+R |
| 15                                                  | Aquincum                    | 47   | 34, 106, 134 |
| 22                                                  | Solymár                     | 40   | 64 830, 831, 832 |
| 28                                                  | Pilisvörösvár               | 35   | 799, 800, 815, 821, 830, 831, 856 |
| 39                                                  | Piliscsaba                  | 25   | 799, 832 |
| 41                                                  | Magdolnavölgy               | 21   | |
| 43                                                  | Pilisjászfalu               | 19   | 800, 815 |
| Piliscséven csak napi 1 vonat áll meg Budapest felé |                             |      | |
| ∫                                                   | Piliscsév**                 | (16) | |
| 50                                                  | Leányvár                    | 14   | 800, 815 |
| 56                                                  | Dorog                       | 9    | 800 |
| 60                                                  | Esztergom-Kertváros         | 5    | S150 43, 43F |
| 65                                                  | Esztergom végállomás        | 0    | 1, 2, 11, 43, 43F, 111 800, 862, 880, 8401, 8421, 8503, 8504, 8510, 8512, 8515, 8516, 8517, 8518, 8520, 8543, 8525, 8535 S150                                                             |